# 卓瓦乡
卓瓦乡，是中华人民共和国西藏自治区那曲市尼玛县下辖的一个乡镇级行政单位。

## 行政区划
卓瓦乡下辖以下地区：
过交村、多木热村、宗吉杰村、亚卡村、鲁仁村和那巴村。